# Hållnäskustens naturreservat
Hållnäskustens naturreservat är ett naturreservat i Tierps kommun i Uppsala län.
Området är naturskyddat sedan 2016 och är 1 449 hektar stort. Reservatet som omfattar ett område vid kusten består av skog och klippor och även grunda vikar, laguner och gölar.